# Pseudagrion kibalense
Pseudagrion kibalense é uma espécie de libelinha da família Coenagrionidae.
Pode ser encontrada nos seguintes países: Angola, República Centro-Africana, República do Congo, República Democrática do Congo, Guiné Equatorial, Gabão, Quénia, Uganda, Zâmbia e Zimbabwe.
Os seus habitats naturais são: florestas subtropicais ou tropicais húmidas de baixa altitude e rios.